# Friday Harbor
Friday Harbor är administrativ huvudort i San Juan County i delstaten Washington i USA. Vid 2010 års folkräkning hade Friday Harbor 2 162 invånare.